# Phân loại họ Đại kích
Bài này đưa ra phân loại đầy đủ nhất của họ Đại kích (Euphorbiaceae), phù hợp với các nghiên cứu di truyền ở mức phân tử mới nhất.

## Quá khứ
Họ phức tạp này trước đây bao gồm 5 phân họ: Acalyphoideae, Crotonoideae, Euphorbioideae, Oldfieldioideae và Phyllanthoideae. Ba phân họ đầu tiên là các phân họ đơn noãn (một noãn) trong khi hai phân họ sau là đôi noãn (hai noãn).
Hiện nay, họ Euphorbiaceae cũ đã bị tách ra thành 5 họ như sau:
- Họ Euphorbiaceae mới (nghĩa hẹp): Bốn phân họ một noãn là Acalyphoideae (trừ tông Galearieae), Crotonoideae, Euphorbioideae và Cheilosoideae, trong đó phân họ nhỏ Cheilosoideae tách ra từ Acalyphoideae.
- Họ Pandaceae: Tông Galearieae (phân họ Acalyphoideae cũ) tạo ra phần lớn của họ mới này cùng với tông Centroplaceae (phân họ Phyllanthoideae cũ).[1]
- Họ Phyllanthaceae: Phân họ Phyllanthoideae hai noãn cũ (trừ tông Drypeteae và tông Centroplaceae).[1]
- Họ Picrodendraceae: Phân họ Oldfieldioideae hai noãn cũ.[1]
- Họ Putranjivaceae: Tông Drypeteae (phân họ Phyllanthoideae cũ).[1]

Dưới đây là phân loại của họ Euphorbiaceae theo nghĩa mới (nghĩa hẹp).

## Phân họ Acalyphoideae
- Tông Acalypheae: Có 12 phân tông và 32 chi
  - Phân tông Acalyphinae: Có 1 chi
    - Acalypha (gồm cả Acalyphes, Acalyphopsis, Calyptrospatha, Caturus, Corythea, Cupameni, Galurus, Gymnalypha, Linostachys, Mercuriastrum, Odonteilema, Paracelsea, Ricinocarpus, Schizogyne, Usteria)

  - Phân tông Adrianinae: Có 1-2 chi
    - Adriana (gồm cả Meialisa, Trachycaryon)

  - Phân tông Claoxylinae: Có 5 chi
    - Claoxylon (gồm cả Erythrochilus, Erythrochylus)
    - Claoxylopsis
    - Discoclaoxylon
    - Erythrococca (gồm cả Athroandra, Autrandra, Chloropatane, Deflersia, Poggeophyton, Rivinoides)
    - Micrococca

  - Phân tông Cleidiinae: Có 3 chi
    - Cleidion (gồm cả Lasiostyles, Psilostachys, Redia, Tetraglossa)
    - Sampantaea
    - Wetria (gồm cả Pseudotrewia)

  - Phân tông Dysopsidinae: Có 1 chi
    - Dysopsis (gồm cả Mirabellia, Molina)

  - Phân tông Lasiococcinae: Có 4 chi
    - Clonostylis
    - Homonoia (gồm cả Haematospermum, Lumanaja])
    - Lasiococca
    - Spathiostemon (gồm cả Polydragma)

  - Phân tông Lobaniliinae: Có 1 chi
    - Lobanilia

  - Phân tông Macaranginae: Có 1 chi
    - Macaranga (gồm cả Adenoceras, Mappa, Mecostylis, Pachystemon, Panopia, Phocea, Tanarius)

  - Phân tông Mareyinae: Có 2 chi
    - Mareya
    - Mareyopsis

  - Phân tông Mercurialinae: Có 3 chi
    - Mercurialis (gồm cả Cynocrambe, Discoplis, Synema)
    - Leidesia
    - Seidelia

  - Phân tông Ricininae: Có 1 chi
    - Ricinus - thầu dầu

  - Phân tông Rottlerinae: Có 9 chi
    - Avellanita
    - Coccoceras
    - Cordemoya (gồm cả Boutonia)
    - Deuteromallotus
    - Mallotus (gồm cả Aconceveibum, Axenfeldia, Coelodiscus, Diplochlamys, Echinocroton, Echinus, Hancea, Lasipana, Plagianthera, Rottlera,Stylanthus)-chi Ba soi
    - Neotrewia
    - Octospermum
    - Rockinghamia
    - Trewia (gồm cả Canschi, Trevia)
- Tông Adelieae: Có 5 chi
  - Adelia (gồm cả Ricinella)
  - Crotonogynopsis
  - Enriquebeltrania (gồm cả Beltrania)
  - Lasiocroton
  - Leucocroton
- Tông Agrostistachydeae: Có 4 chi.
  - Agrostistachys (gồm cả Heterocalyx, Sarcoclinium)
  - Chondrostylis (gồm cả Kunstlerodendron)
  - Cyttaranthus
  - Pseudagrostistachys
- Tông Alchorneae: Có 2 phân tông và 7 chi
  - Phân tông Alchorneinae: Có 4 chi
    - Alchornea (gồm cả Bleekeria, Cladodes, Hermesia, Lepidoturus, Schousboea, Stipellaria)
    - Aparisthmium
    - Bocquillonia (gồm cả Ramelia)
    - Orfilea (gồm cả Diderotia, Laurembergia)

  - Phân tông Conceveibinae: Có 3 chi
    - Conceveiba (gồm cả Conceveibastrum, Conceveibum, Veconcibea)
    - Gavarretia
    - Polyandra
- Tông Ampereae: Có 2 chi
  - Amperea (gồm cả Leptomeria)
  - Monotaxis (gồm cả Hippocrepandra, Reissipa)
- Tông Bernardieae: Có 6 chi
  - Adenophaedra
  - Amyrea
  - Bernardia (gồm cả Alevia, Bernarda, Bernhardia, Bivonia, Passaea, Phaedra, Polyboea, Traganthus, Tyria)
  - Discocleidion
  - Necepsia (gồm cả Neopalissya, Palissya)
  - Paranecepsia
- Tông Caryodendreae: Có 3 chi
  - Alchorneopsis
  - Caryodendron (gồm cả Centrodiscus)
  - Discoglypremna
- Tông Chaetocarpeae: Có 2 chi
  - Chaetocarpus (gồm cả Gaedawakka, Mettenia, Neochevaliera, Regnaldia)
  - Trigonopleura (gồm cả Peniculifera)
- Tông Chrozophoreae: Có 4 phân tông và 12 chi
  - Phân tông Chrozophorinae: Có 1 chi
    - Chrozophora (gồm cả Crossophora, Crozophora, Ricinoides, Tournesol, Tournesolia)

  - Phân tông Ditaxinae: Có 5 chi
    - Argythamnia (gồm cả Argithamnia, Argothamnia, Argyrothamnia, Argytamnia, Odotalon, Serophyton)
    - Caperonia (gồm cả Acanthopyxis, Androphoranthus, Cavanilla, Lepidococea, Meterana)
    - Chiropetalum (gồm cả Aonikena, Desfontaena, Desfontaina, Desfontainea)
    - Ditaxis (gồm cả Aphora, Paxiuscula, Stenonia)
    - Philyra (gồm cả Phyllera)

  - Phân tông Doryxylinae: Có 4 chi
    - Doryxylon (gồm cả Mercadoa, Sumbavia)
    - Melanolepis
    - Sumbaviopsis (gồm cả Adisa, Adisca)
    - Thyrsanthera

  - Phân tông Speranskiinae
    - Speranskia

- Tông Clutieae: Có 2 chi

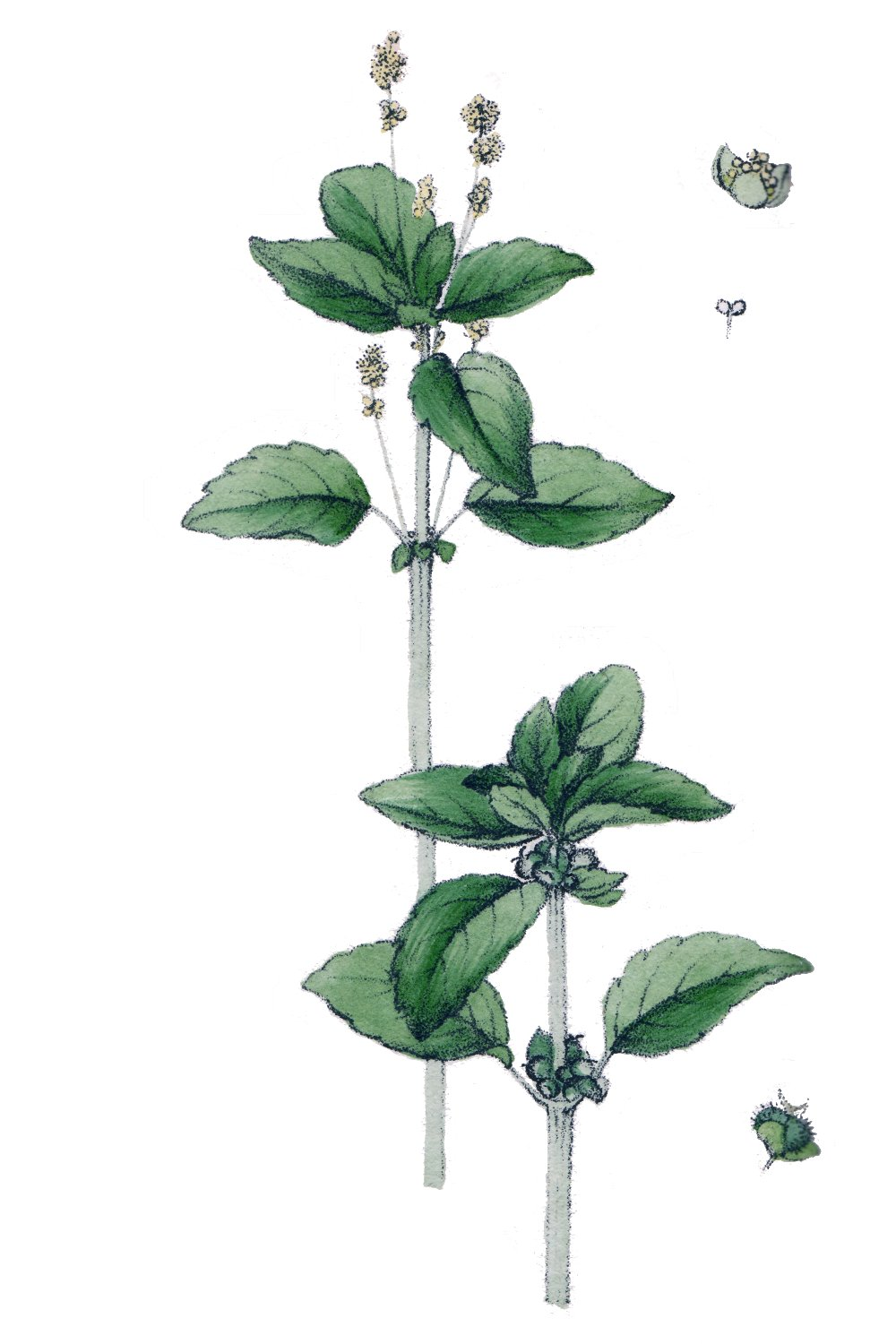
Mercurialis annua

  - Clutia (gồm cả Altora, Cluytia, Clytia)
  - Kleinodendron
- Tông Dicoelieae: Có 1 chi
  - Dicoelia
- Tông Epiprineae: Có 2 phân tông và 9 chi
  - Phân tông Epiprininae: Có 8 chi
    - Adenochlaena (gồm cả Niedenzua, Centrostylis)
    - Cephalocroton
    - Cephalocrotonopsis
    - Cladogynos (gồm cả Adenogynum, Baprea, Chloradenia)
    - Cleidiocarpon (gồm cả Sinopimelodendron)
    - Epiprinus
    - Koilodepas (gồm cả Caelodepas, Calpigyne, Coelodepas, Nephrostylus)
    - Symphyllia

  - Phân tông Cephalomappinae: Có 1 chi
    - Cephalomappa (gồm cả Muricococcum)
- Tông Erismantheae: Có 3 chi
  - Erismanthus
  - Moultonianthus
  - Syndyophyllum
- Tông Omphaleae: Có 1 chi
  - Omphalea (gồm cả Duchola, Hebecocca, Hecatea, Neomphalea, Omphalandria, Ronnowia)
- Tông Pereae: Có 1 chi
  - Pera
- Tông Plukenetieae: Có 3 phân tông và 13 chi
  - Phân tông Dalechampiinae: Có 1 chi
    - Dalechampia (gồm cả Cremophyllum, Dalechampsia, Megalostylis, Rhopalostylis)

  - Phân tông Plukenetiinae: Có 5 chi
    - Angostylis (gồm cả Angostyles)
    - Astrococcus
    - Plukenetia (gồm cả Accia, Angostylidium, Apopandra, Botryanthe, Ceratococcus, Elaeophora, Eleutherostigma, Fragariopsis, Hedraiostylus, Pseudotragia, Pterococcus, Sajorium, Tetracarpidium, Vigia)
    - Haematostemon
    - Romanoa (gồm cả Anabaena, Anabaenella)

  - Phân tông Tragiinae: Có 7 chi
    - Acidoton (gồm cả Durandeeldia, Gitara)
    - Cnesmone (gồm cả Cenesmon, Cnesmosa)
    - Megistostigma (gồm cả Clavistylus)
    - Pachystylidium
    - Platygyna (gồm cả Acanthocaulon)
    - Sphaerostylis
    - Tragia (gồm cả Agirta, Allosandra, Bia, Ctenomeria, Lassia, Leptobotrys, Leptorhachis, Leucandra, Schorigeram, Zuckertia)
- Tông Pogonophoreae: Có 1 chi
  - Pogonophora (gồm cả Poraresia)
- Tông Pycnocomeae: Có 2 phân tông và 7 chi
  - Phân tông Blumeodendrinae: Có 4 chi
    - Blumeodendron
    - Botryophora (gồm cả Botryospora, Botryphora)
    - Podadenia
    - Ptychopyxis (gồm cả Clarorivinia)

  - Phân tông Pycnocominae: Có 3 chi
    - Argomuellera (gồm cả Neopycnocoma, Wetriaria)
    - Droceloncia
    - Pycnocoma (gồm cả Comopyena)
- Tông Sphyranthereae: Có 1 chi
  - Sphyranthera

## Phân họCrotonoideae
- Tông Adenoclineae: Có 2 phân tông và 6 chi
  - Phân tông Adenoclininae: Có 5 chi
    - Adenocline (gồm cả Adenoclina, Diplostylis, Paradenocline)
    - Ditta
    - Glycydendron
    - Klaineanthus
    - Tetrorchidium (gồm cả Hasskarlia, Tetrorchidiopsis)

  - Phân tông Endosperminae: Có 1 chi
    - Endospermum (gồm cả Capellenia) - vạng trứng
- Tông Aleuritideae: Có 6 phân tông và 16 chi
  - Phân tông Aleuritinae: Có 3 chi
    - Aleurites (gồm cả Camirium)
    - Reutealis
    - Vernicia (gồm cả Ambinux, Dryandra, Elaeococca)

  - Phân tông Benoistiinae: Có 1 chi
    - Benoistia

  - Phân tông Crotonogyninae: Có 3 chi
    - Crotonogyne (gồm cả Neomanniophyton)
    - Cyrtogonone
    - Manniophyton

  - Phân tông Garciinae: Có 1 chi
    - Garcia (gồm cả Carcia)

  - Phân tông Grosserinae: Có 7 chi
    - Anomalocalyx
    - Cavacoa
    - Grossera
    - Neoholstia (gồm cả Holstia)
    - Sandwithia
    - Tannodia (gồm cả Domohinea)
    - Tapoides

  - Phân tông Neoboutoniinae: Có 1 chi
    - Neoboutonia
- Tông Codiaeae: Có 15 chi
  - Acidocroton
  - Baliospermum
  - Baloghia (gồm cả Steigeria)
  - Blachia (gồm cả Deonia)
  - Codiaeum (gồm cả Crozophyla, Junghuhnia, Phyllaurea, Synaspisma)
  - Colobocarpos
  - Dimorphocalyx
  - Dodecastigma
  - Fontainea
  - Hylandia
  - Ophellantha
  - Ostodes
  - Pantadenia
  - Sagotia
  - Strophioblachia
- Tông Crotoneae: Có 5 chi
  - Brasiliocroton
  - Croton (gồm cả Agelandra, Aldinia, Angelandra, Anisepta, Anisophyllum, Argyra, Argyrodendron, Astraea, Astrogyne, Aubertia, Banalia, Barhamia, Brachystachys, Calypteriopetalon, Cascarilla, Centrandra, Cieca, Cleodora, Codonocalyx, Comatocroton, Crotonanthus, Crotonopsis, Cyclostigma, Decarinium, Drepadenium, Eluteria, Engelmannia, Eremocarpus, Eutrophia, Friesia, Furcaria, Geiseleria, Gynamblosis, Halecus, Hendecandas, Heptallon, Heterochlamys, Heterocroton, Julocroton, Klotzschiphytum, Kurkas, Lasiogyne, Leptemon, Leucadenia, Luntia, Macrocroton, Medea, Merleta, Monguia, Myriogomphus, Ocalia, Oxydectes, Palanostigma, Penteca, Pilinophyton, Piscaria, Pleopadium, Podostachys, Saipania, Schradera, Semilta, Tiglium, Timandra, Tridesmis, Triplandra, Vandera)
  - Mildbraedia (gồm cả Neojatropha, Plesiatropha)
  - Moacroton (gồm cả Cubacroton)
  - Paracroton (gồm cả Desmostemon, Fahrenheitia)
- Tông Elateriospermeae: Có 1 chi
  - Elateriospermum (gồm cả Elaterioides, Elaterispermum)
- Tông Gelonieae: Có 2 chi
  - Cladogelonium
  - Suregada (gồm cả Ceratophorus, Erythrocarpus, Gelonium, Owataria)
- Tông Jatropheae: Có 8 chi
  - Annesijoa
  - Deutzianthus
  - Jatropha (gồm cả Adenorhopium, Adenoropium, Castiglionia, Collenucia, Curcas, Jatropa, Loureira, Mesandrinia, Mozinna, Zimapania)
  - Joannesia (gồm cả Anda, Andicus)
  - Leeuwenbergia
  - Loerzingia
  - Oligoceras
  - Vaupesia
- Tông Manihoteae: Có 2 chi
  - Cnidoscolus (gồm cả Bivonea, Jussieuia, Mandioca, Victorinia)
  - Manihot (gồm cả Hotnima, Janipha, Manihotoides) - sắn
- Tông Micrandreae: Có 2 phân tông và 4 chi
  - Phân tông Heveinae: Có 1 chi
    - Hevea (gồm cả Caoutchoua, Micrandra, Siphonanthus, Siphonia) - cao su

  - Phân tông Micrandrinae: Có 3 chi
    - Cunuria
    - Micrandra (gồm cả Clusiophyllum, Pogonophyllum)
    - Micrandropsis
- Tông Ricinocarpeae: Có 2 phân tông và 7 chi
  - Phân tông Bertyinae: Có 4 chi
    - Bertya (gồm cả Lambertya)
    - Borneodendron
    - Cocconerion
    - Myricanthe

  - Phân tông Ricinocarpinae: Có 3 chi
    - Alphandia
    - Beyeria (gồm cả Beyeriopsis, Calyptrostigma, Clavipodium)
    - Ricinocarpus (gồm cả Echinosphaera, Ricinocarpus, Roeperia)
- Tông Ricinodendreae: Có 2 chi
  - Ricinodendron
  - Schinziophyton
- Tông Trigonostemoneae: Có 1 chi
  - Trigonostemon (gồm cả Actephilopsis, Athroisma, Enchidium, Kurziodendron, Neotrigonostemon, Nepenthandra, Poilaniella, Prosartema, Silvaea, Telogyne, Tritaxis, Tylosepalum)

## Phân họEuphorbioideae
- Tông Euphorbieae: Có 3 phân tông và 12 chi
  - Phân tông Anthosteminae: Có 2 chi
    - Anthostema
    - Dichostemma

  - Phân tông Euphorbiinae: Có 7 chi
    - Euphorbia (gồm cả Ademo, Adenopetalum, Adenorima, Agaloma, Aklema, Alectoroctonum, Allobia, Anisophyllum, Anthacantha, Aplarina, Arthrothamnus, Bojeria, Ceraselma, Chamaesyce, Characias, Chylogala, Ctenadena, Cyathophora, Cystidospermum, Dactylanthes, Dematra, Desmonema, Dichrophyllum, Dichylium, Diplocyathium, Ditritra, Endoisila, Epurga, Esula, Euforbia, Eumecanthus, Euphorbiastrum, Euphorbiodendron, Euphorbiopsis, Euphorbium, Galarhoeus, Kanopikon, Kobiosis, Lacanthis, Lathyris, Lepadena, Leptopus, Lophobios, Lyciopsis, Medusea, Nisomenes, Ossifraga, Peccana, Petalandra, Pleuradena, Poinsettia, Pythius, Sclerocyathium, Sterigmanthe, Tithymalopsis, Tithymalus, Torfasadis, Treisia, Tricherostigma, Trichosterigma, Tumalis, Vallaris, Xamesike, Zalitea, Zygophyllidium)
    - Cubanthus - Có thể gộp trong Euphorbia.
    - Elaeophorbia - Có thể gộp trong Euphorbia.
    - Endadenium - Có thể gộp trong Euphorbia.
    - Monadenium (gồm cả Lortia, Stenadenium) - Có thể gộp trong Euphorbia.
    - Pedilanthus (gồm cả Crepidaria, Diadenaria, Hexadenia, Tithymaloides, Ventenatia) - Có thể gộp trong Euphorbia.
    - Synadenium - Có thể gộp trong Euphorbia.

  - Phân tông Neoguillauminiinae: Có 2 chi
    - Calycopeplus
    - Neoguillauminia
- Tông Hippomaneae: Có 2 phân tông và 33 chi
  - Phân tông Carumbiinae: Có 1 chi
    - Omalanthus (gồm cả Carumbium, Dibrachion, Dibrachium, Duania, Wartmannia)

  - Phân tông Hippomaninae: Có 32 chi
    - Actinostemon (gồm cả Dactylostemon)
    - Adenopeltis
    - Anomostachys
    - Balakata
    - Bonania (gồm cả Hypocoton)
    - Colliguaja
    - Conosapium
    - Dalembertia (gồm cả Alcoceria)
    - Dendrocousinsia
    - Dendrothrix
    - Ditrysinia
    - Duvigneaudia
    - Excoecaria (gồm cả Commia, Glyphostylus)
    - Falconeria
    - Grimmeodendron
    - Gymnanthes (gồm cả Adenogyne, Ateramnus)
    - Hippomane (gồm cả Mancanilla, Mancinella)
    - Mabea
    - Maprounea (gồm cả Aegopicron, Aegopricon, Aegopricum)
    - Neoshirakia (gồm cả Shirakia)
    - Pleradenophora
    - Pseudosenefeldera
    - Rhodothyrsus
    - Sapium (gồm cả Carumbium, Gymnobothrys, Sapiopsis, Seborium, Shirakiopsis, Stillingfleetia, Taeniosapium) - sòi
    - Sclerocroton
    - Sebastiania (gồm cả Clonostachys, Cnemidostachys, Elachocroton, Gussonia, Microstachys, Sarothrostachys, Tragiopsis)
    - Senefeldera
    - Senefelderopsis
    - Spegazziniophytum
    - Spirostachys
    - Stillingia (gồm cả Gymnostillingia)
    - Triadica
- Tông Hureae: Có 4 chi
  - Algernonia
  - Hura - vông đồng.
  - Ophthalmoblapton
  - Tetraplandra (gồm cả Dendrobryon)
- Tông Pachystromateae: Có 1 chi
  - Pachystroma (gồm cả Acantholoma)
- Tông Stomatocalyceae: Có 2 phân tông và 4 chi
  - Phân tông Hamilcoinae: Có 2 chi
    - Hamilcoa
    - Nealchornea

  - Phân tông Stomatocalycinae: Có 2 chi
    - Pimelodendron (gồm cả Stomatocalyx)
    - Plagiostyles

## Phân họCheilosoideae
Trước đây là tông Cheiloseae của phân họ Acalyphoideae: Có 2 chi
- Cheilosa
- Neoscortechinia (gồm cả Alcineanthus, Scortechinia)